# 4-Dichloracetyl-1-oxa-4-azaspiro(4.5)decan
4-Dichloracetyl-1-oxa-4-azaspiro[4.5]decan ist eine chemische Verbindung mit einem Flammpunkt von 182 °C.

## Verwendung
4-Dichloracetyl-1-oxa-4-azaspiro[4.5]decan ist ein Herbizid-Safener, der mit Haloacetanilid-Herbiziden, einschließlich Dichloracetamiden, verwendet wird, um einen Schutz vor Acetochlor bei Mais aufzubauen.

## Regulierung
Über den Safe Drinking Water and Toxic Enforcement Act of 1986 besteht in Kalifornien seit 22. März 2011 eine Kennzeichnungspflicht für Produkte, die 4-Dichloracetyl-1-oxa-4-azaspiro[4.5]decan enthalten.